# Tantilla johnsoni
Tantilla johnsoni là một loài rắn trong họ Rắn nước. Loài này được Wilson, Vaughn & Dixon miêu tả khoa học đầu tiên năm 1999.